# Anne Cooke Bacon

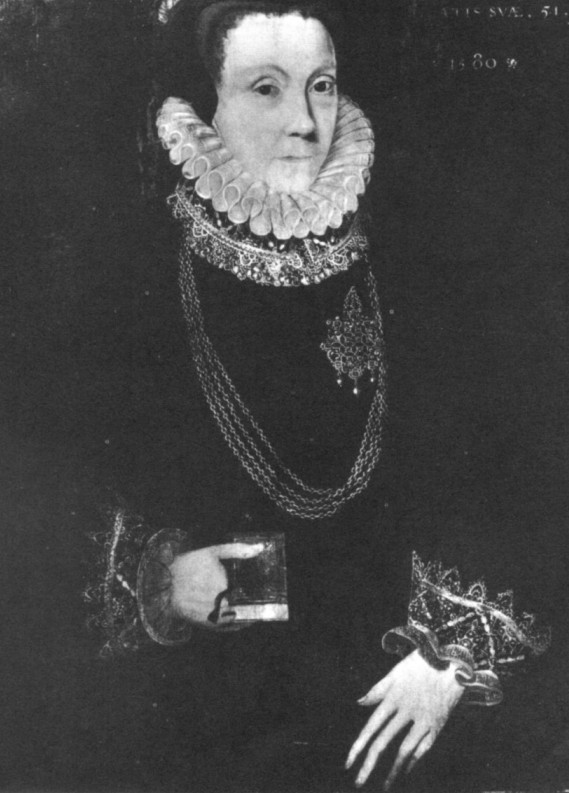
Porträt Anne Cooke Bacons, George Gower zugeschrieben

Anne Cooke, Lady Bacon (* 1527 oder 1528 wahrscheinlich in Gidea Hall in Romford; † 1610 in Gorhambury bei St Albans) war eine englische Autorin sowie die Mutter von Anthony und  Francis Bacon. Durch ihre Übersetzungen kirchlicher Schriften war sie unter den Theologen und  Literaten ihrer Zeit europaweit bekannt.

## Leben
Anne kam als zweite Tochter Sir Anthony Cookes  (1504–1576), dem einstigen Vormund des englischen Königs Edward VI., und seiner Frau Anne Fitz-Williams wahrscheinlich in Gidea Hall im heutigen London Borough of Havering zur Welt. Sie genoss eine liberale Erziehung und erhielt gemeinsam mit ihrer älteren Schwester Mildred, der späteren Ehefrau William Cecils, eine breit gefächerte, humanistische Ausbildung, die sich unter anderem darin bemerkbar machte, dass sie neben ihrer Muttersprache Englisch auch Latein, Griechisch, Italienisch und Französisch beherrschte. Darüber hinaus zeigte sie ihr Leben lang ein ausgesprochen hohes Interesse an Naturwissenschaften.
Schon in jungen Jahren galt sie als eine äußerst gebildete Frau und war bekannt für ihre Keuschheit und Frömmigkeit. Bereits mit etwa 19 Jahren fungierte sie als Erzieherin des englischen Königs Edward VI. 1548 machte sie in literarischen Kreisen erstmals auf sich aufmerksam, als 25 Predigten des italienischen Theologen Bernardino Ochino veröffentlicht wurden, die Anne aus dem Italienischen ins Englische übersetzt hatte.

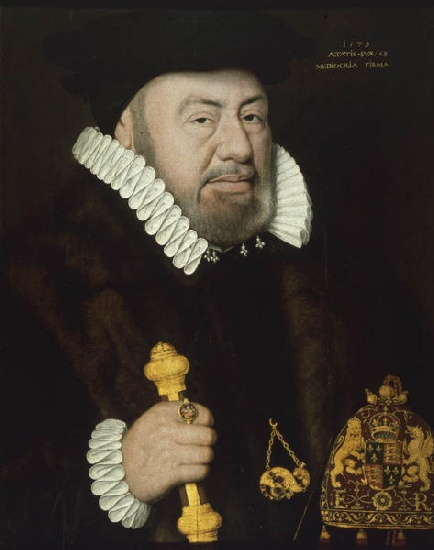
Sir Nicholas Bacon, unbekannter Künstler, 1579

1553 heiratete sie Sir Nicholas Bacon, Lord Keeper of the Great Seal sowie Lord Chancellor unter Königin Elisabeth I. von England, und wurde seine zweite Frau.  Aus der Ehe gingen zwei Söhne hervor:
- Anthony (* 1558; † 1601)
- Francis (* 1561; † 1626)

Weil Anne, Anhängerin des Puritanismus, ihre beiden Söhne bis in deren frühe Jugendjahre selbst unterrichtete, nahm sie großen Einfluss auf deren Weltsicht und Einstellung zur Religion.
Ihr bekanntestes Werk ist die 1564 erstmals veröffentlichte, englische Übersetzung von Apologia ecclesiae anglicanae (engl.: An Apology of the Church of England), einer Schrift John Jewels, Bischof von Salisbury, in der er die anglikanische Kirche gegen Angriffe der Katholiken rechtfertigte. Für diese Übersetzung wurde sie sogar vom Erzbischof von Canterbury, Matthew Parker, besonders gelobt. Ihre damit erlangte Bekanntheit in theologischen und literarischen Kreisen kam unter anderem dadurch zum Ausdruck, dass Théodore de Bèze ihr seine Meditations widmete.
Anne Bacon starb 1610 auf dem Familiensitz Gorhambury House bei St Albans in Hertfordshire und wurde in der dortigen St. Michaels-Kirche beerdigt. An ihrer Seite wurde später auch ihr Sohn Francis bestattet.

## Werke
- Sermons of Barnardine Ochyne, (to the number of 25.) concerning the predestination and election of god: very expedient to the setting forth of his glory among his creatures.
- An apologie or answere in defence of the Churche of Englande, with a briefe and plaine declaration of the true religion professed and used in the same.

Darüber hinaus sind zahlreiche von ihr geschriebene Briefe erhalten, die Annes Einstellungen zu Religion und Wissenschaft dokumentieren.